# 小野達郎
小野 達郎（おの たつろう、1910年11月14日 - 1994年11月30日）は、日本の経営者。山形県出身。

## 経歴
1934年に東京帝国大学法学部法律学科を卒業し、1941年に日本製鋼所に入社。
1961年11月に取締役に就任し、1965年11月に常務、1967年11月に専務を経て、1969年11月に副社長に就任し、1973年11月には社長に昇格。1979年6月には相談役に就任。
1976年4月に藍綬褒章を受章し、1983年11月に勲三等旭日中綬章を受章。
1994年11月30日心不全のために死去。84歳没。